# Vịt nướng chao
Vịt nướng chao là món ăn xuất phát từ miền Nam Việt Nam. Chao được xay ra hoặc tán nhuyễn sau đó thêm gia vị cho vừa ăn rồi được tẩm với thịt vịt cho thấm, sau đó vịt được đem nướng với than hồng cho vàng. Món này cũng chấm với chao, có thể kèm theo với đậu bắp, cà tím...